# 岩崎永遠
岩崎 永遠（いわさき とわ、1998年9月17日 - ）は、日本のプロレスラー。2017年10月13日に益田市民体育館でZERO1にてデビュー。現在は2021年5月9日に拠点とする佐賀県神埼市のKANZAKIBASEをホームとする「professional wrestlingBURST｣の代表に就任している。

## 経歴
- 2017年10月13日、益田市民体育館の福島昇治戦でデビュー。
- ZERO1生え抜きのヘビー級選手として2019年3月10日、博多スターレーンにて将軍岡本よりNWAUNヘビー級王座を奪取。
- 2019年3月31日靖国ではキングキャッシュを相手に初防衛を果たす。その年の火祭りでは火野裕士と決勝で激突し惜しくも準優勝となる。
- 2020年12月親会社との業務委託契約解除によりZERO1を脱退。その後2020年4月より一般社団法人ONESTEP・いのちを学ぶ教室にて理事として活動を共にしていた佐藤耕平と合流し2021年より九州を拠点とし活動を開始する。
- 2021年5月8日に佐賀県初のプロレス団体として「BURST」を一般社団法人を母体に立ち上げ現在ホームアリーナであるKANZAKI BASEにて月一度の定期興行及び佐賀県内の自治体や企業への積極的なイベント活動を行っている
- 2023年9月2日SAGAアリーナでのビッグマッチ「DREAMER」を開催しメインイベントにて橋本大地に敗退している

- 2019年3月10日、NWA UNヘビー級王座初挑戦初戴冠[1]。

## 得意技
ノーザンライトボム
L.Wラリアット（ラストワードラリアット）
ジャンピングニー
エルボー
ラリアット
ファルコンアロー

## タイトル歴
プロレスリングZERO1
- 第33代NWA UNヘビー級王座
- 第42代NWAインターコンチネンタルタッグ王座（パートナーは佐藤嗣崇）